# Haze (cannabis)
Haze (pronunciación en inglés: /heɪz/; 'neblina', 'confusión') es el nombre dado a una familia de variedades de cannabis con una marcada dominancia sativa. Fue desarrollada en California a partir de cruzar marihuana mexicana. Es posiblemente la más plantada cepa de cannabis en la actualidad.

## Origen
Su origen es impreciso puesto que, debido a la ilegalidad del cannabis, la historia del cannabis se da principalmente por el boca a boca. Sin embargo, el posible origen más coherente y popular en las calles de Ámsterdam es que fue desarrollada por los cultivadores R. Haze y J. Haze (nombres en clave) en Santa Cruz, California, a principios de 1970. Los Haze Brothers cruzaron variedades de origen mexicano como la Acapulco Gold, con cepas colombianas y tailandesas e indias.
Los hermanos se pusieron en contacto con Sam the Skunkman, quien llevó semillas de Haze a Ámsterdam y gracias al agrónomo australiano Neville Schoenmakers (quien desarrolló su propia versión de Haze) se popularizó la cepa en Europa. Según Neville ha comentado posteriormente, fue él mismo quien viajó a Santa Cruz en 1969, conoció a los Haze Brothers y de ellos recibió semillas de Haze. En respuesta a esto, Sam the Skunkman niega esto y respondió que fue él quien se las trajo a Ámsterdam, y que lo que Neville obtuvo fue otras semillas, o bien las semillas de una variedad poco desarrollada de Haze. Según Sam, el pedigrí de Haze es Colombia × Thai.
En cualquier caso, Nevill crio tres híbridos de Haze: Haze A, B y C. La que actualmente es conocida como Neville's Haze, es un cruce de Haze A con Northern Lights #5 primero, y Haze C después, y la comenzó a vender a través del Banco de Semillas de Holanda, que él mismo fundó.

## Características
Haze es un híbrido entre sativa e índica en una relación 80-20, respectivamente. Cabe mencionar que la distinción sativa-índica no es una clasificación científica, pues está basada más en los efectos sobre la persona. Su THC es de alrededor del 16%. La cepa Haze puede ser, en comparación a otras, bastante complicada de cultivar, además de tener un largo periodo de floración (hasta las 16 semanas, en comparación, por ejemplo, a las 10 semanas de la Amnesia). Aunque en términos agronómicos no es una raza tan interesante, es apreciada por sus efectos psicoactivos euforizantes.

## Subvariedades

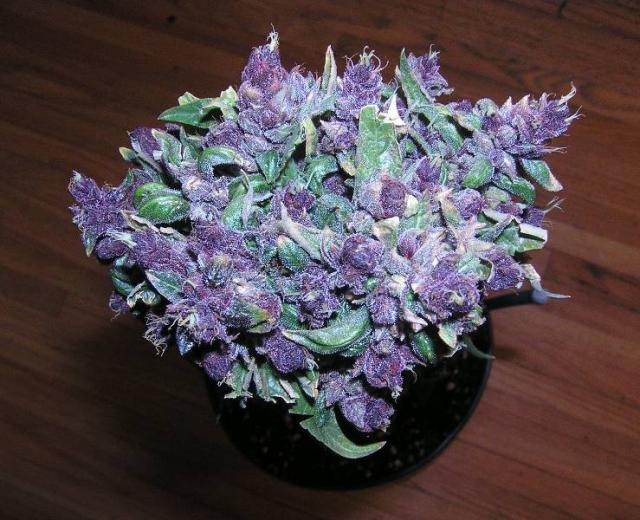
Purple Haze

La primera variedad, llamada Original Haze, fue ampliamente cruzada. Es una de las variedades más usadas para obtener híbridos, estimándose sus cruces en miles. Algunos de los más populares son:
- Amnesia Haze[8]
- Blue Dream[8]
- Chocolate Haze[4]
- G 13 Haze[6]
- Haze Berry[4]
- Neville's Haze[8]
- Purple Haze[9]
- Shining Silver Haze[4]
- Super Lemon Haze[8]
- Super Silver Haze[2]